# Primera Federació
La Primera Federació, coneguda en els seus inicis com a Primera Divisió RFEF o col·loquialment com Liga Pro, és el tercer nivell del sistema de lligues de futbol d'Espanya. És la categoria posterior a la Segona Divisió, lloc que anteriorment havien ocupat la Tercera Divisió, entre 1929 i 1977, i la Segona Divisió B, entre 1977 i 2021. La seva organització depèn de la Reial Federació Espanyola de Futbol, de la qual pren la seva denominació. Consta de 2 grups, amb 20 equips cadascun. El seu estatus és semiprofessional.

## Sistema de competició
La pandèmia de COVID-19 a Espanya va provocar que les categories tinguessin un excés de clubs en la temporada 2020-21 després de la supressió en la temporada 2019-20 dels descensos de categoria. En la nova reestructuració del futbol espanyol, la Primera Divisió RFEF —coneguda com a «Segona B Pro» en els seus inicis— es va crear amb 40 equips, dels quals 4 van ser els descendits de la Segona Divisió 2020-21 i els altres 36 es van classificar de l'última edició de la Segona Divisió "B".
Aquests 40 equips es divideixen en dos grups de 20 equips distribuïts per proximitat geogràfica. El sistema de competició és el mateix que en la resta de categories de la Lliga. Es disputa anualment, comença a primers del mes de setembre, i conclou el mes de juny del següent any.
Els vint equips de cada grup s'enfronten tots contra tots en dues ocasions, una en el camp de cada equip. Són, per tant, trenta-vuit jornades. L'ordre de les trobades es decideix per sorteig abans de començar la competició. El guanyador d'un partit obté tres punts i, en cas d'un empat, cada equip suma un punt.
Al final de la temporada, un nombre d'equips per determinar, els que acumulin més punts en cada grup, excepte els equips filials, es classifiquen per disputar la següent edició de la Copa del Rei.

### Ascens i descens de categoria
Ascendiran a Segona Divisió quatre equips. Dos d'ells seran els campions de cada grup. Els altres dos seran els guanyadors de dues eliminatòries que disputaran els equips classificats del segon al cinquè lloc de cada grup. Les posicions obtingudes durant la fase regular determinaran els emparellaments. Les eliminatòries seran a partit únic. En cas d'empat, hi haurà pròrroga; si després d'ella persisteix l'empat, es classificarà el que hagi obtingut la millor posició en la primera fase, i si tots dos van acabar en el mateix lloc, hi haurà torns de penals.
Descendiran a Segona Divisió RFEF els cinc últims equips de cada grup (del 16è al 20è).

### Equips filials
Els equips filials poden participar en la Primera Divisió RFEF si els seus primers equips competeixen en una categoria superior de la Lliga espanyola de futbol (Primera o Segona Divisió). Els filials i els seus respectius primers equips no poden competir en la mateixa divisió ni en una superior; per això, si un equip descendeix a Segona Divisió i el seu filial aconsegueix l'ascens a aquesta categoria, haurà de quedar-se obligatòriament a la Primera RFEF. De la mateixa manera, un filial que s'hagi classificat per a la fase d'ascens a Segona Divisió, excepte casos molt excepcionals, no pot disputar-la si el primer equip milita en aquesta categoria. En aquest cas, el substitueix el següent classificat del seu grup que sí pugui ascendir. Això no serà així si el primer equip competeix a Segona Divisió, es classifica per a la fase d'ascens a Primera Divisió, entra entre els dos primers equips de la Segona Divisió, o bé manté opcions matemàtiques de trobar-se en alguna de les dues situacions anteriors al moment d'iniciar-se les eliminatòries d'ascens.